# Душко Милинковић
Душан Душко Милинковић (Чачак, 2. децембар 1960) бивши је југословенски и српски фудбалер.

## Каријера
Милинковић је током осамдесетих година наступао у родном Чачку за Борац. Играо је на позицији центарфора. Од 1986. године прелази у Рад са Бањице. У сезони 1987/88. био је најбољи стрелац фудбалског првенства Југославије са 16 постигнутих голова.
Фудбалску каријеру је наставио у иностранству играјући за шпанску Осасуну. У периоду од 1989. до 1993. године, Милинковић је наступао за турске клубове Самсунспор и Каршијаку где је завршио играчку каријеру.
Играо је за олимпијску репрезентацију Југославије на играма у Сеулу 1988. Није наступио ниједном за А репрезентацију некадашње Југославије. Његов син Марко Милинковић је такође фудбалер, играо је за клубове у Словачкој и Турској.

## Успеси
- Индивидуални
  - Најбољи стрелац Првенства Југославије: 1987/88.